# Nikolai Semjonowitsch Below
Nikolai Semjonowitsch Below (russisch Николай Семёнович Белов; * 25. April 1908 in Schorschely, Gouvernement Kasan; † 1972 in Kemerowo) war ein sowjetischer und russischer Wissenschaftler auf dem Gebiet der Wasserkraft.

## Leben
Below wurde 1908 im Gouvernement Kasan geboren. Als Komsomol-Aktivist wurde er nach Moskau geschickt, um am Moskauer Energetischen Institut zu studieren. 1935 schloss er sein Studium ab.
Ab 1947 arbeitete er als Dispatcher in einem Kraftwerk und wurde dann zum Ingenieur des Schaturaer Kondensationskraftwerks ernannt. Danach war er unter anderem Chefingenieur des Kraftwerks in Tscheboksary, Direktor von Dalenergo und Direktor von Kusbassenergo der Oblast Kemerowo. Unter seiner Leitung wurde das elektrische System in den Kraftwerken Juschno-Kusbass, Tom-Ussinskaja,  Wärmekraftwerk Belowo, im Heizkraftwerk Nowo-Kemerowo und im Westsibirischen Heizkraftwerk installiert.

## Auszeichnungen
Am 4. Oktober 1966 wurde ihm für herausragende Leistungen bei der Erfüllung der Aufgaben des Siebenjahresplans zur Entwicklung der Energie des Landes der Titel Held der sozialistischen Arbeit verliehen, und er wurde mit dem Leninorden ausgezeichnet.